# Адам Кшесінський
Адам Артур Кшесінський (пол. Adam Artur Krzesiński, нар. 13 вересня 1965, Варшава, Польща) — польський фехтувальник на рапірах, срібний (1996 рік) та бронзовий (1992 рік) призер Олімпійських ігор, чемпіон світу.

## Виступи на Олімпіадах
| Олімпіада      | Дисципліна           | Місце |
| -------------- | -------------------- | ----- |
| Барселона 1992 | індивідуальна рапіра | 44    |
| Барселона 1992 | командна рапіра      | 3     |
| Атланта 1996   | індивідуальна рапіра | 27    |
| Атланта 1996   | командна рапіра      | 2     |
| Сідней 2000    | індивідуальна рапіра | 26    |
| Сідней 2000    | командна рапіра      | 4     |